# Amastra subrostrata
Amastra subrostrata – gatunek wymarłego ślimaka z rodziny Amastridae. Był to endemit Hawajów (USA). Występował na wyspie Oʻahu.